# Yu-Gi-Oh! Les Cartes sacrées
Yu-Gi-Oh! Les Cartes sacrées (Yu-Gi-Oh! The Sacred Cards) est un jeu vidéo sorti sur Game Boy Advance en janvier 2004. C'est la première aventure avec un mode histoire de Yu-Gi-Oh! sur console portable.
Le jeu était vendu avec trois cartes à jouer (Échange, Dé gracieux et Dé crâne) du jeu de cartes à collectionner Yu-Gi-Oh! Jeu de cartes à jouer..
Le jeu est sorti en Double Pack avec Yu-Gi-Oh! Reshef le Destructeur.

## Trame
L'aventure commence chez le héros lorsqu'arrivent Joey Wheeler (Jono-Uchi Katsuya) et Yûgi Muto. Joey annonce que le tournoi de Battle City (Bataille Ville) va débuter. Une fois sorti de chez lui, le joueur se retrouve sur la place de la ville, Kaiba annonce alors que le tournoi commencera à 9 h et présente les règles du jeu (celles du manga). L'aventure débutera alors et le joueur devra réunir 6 cartes de localisations (Locator Cards) en affrontant les personnages de la série.

## Accueil
- Jeuxvideo.com : 16/20[1]